# ナータン・ビルンバウム

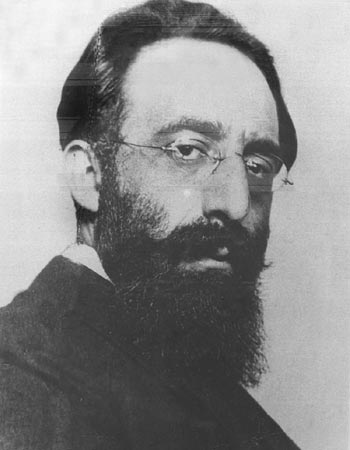
ナータン・ビルンバウム

ナータン・ビルンバウム（Nathan Birnbaum, 1864年5月16日 - 1937年4月2日）は、オーストリアのユダヤ系思想家。はじめシオニズム指導者であり、ユダヤ人を民族として定義した人物である。「シオニスト」や「シオニズム」などの用語を考案した。のちにシオニズムではなくディアスポラ民族主義（現在の居住地でユダヤ教徒の権利を獲得し、独自の文化を発展させていく）に傾いていった。
1881年・1882年のロシアにおけるポグロムはウィーンのユダヤ人社会や世界に衝撃を与え、ブロディ（現ウクライナ西部の都市）などに難民を殺到させたが、ナータン・ビルンバウムはそれらの中から活動を起こしていった。
1882年、ペレツ・スモレンスキンらと共にオーストリア初のユダヤ人「民族主義」的な大学知識人の団体「カディマ」を創設した。この組織名はqadimah（東方へ）とkidumah（前進）合成したものである。この段階での基本的綱領は後のシオニズム指導者テオドール・ヘルツルと一致していた。またこの団体で東方とモラヴィア、ウィーンのユダヤ人が顔を合わせた。またカディマの団体歌を作詞した。これはオーストリア・ハンガリー帝国のユダヤ教徒社会を象徴する光景ともとらえられる。
シュテットルのユダヤ教徒の生活に出会い感銘を受けた彼は、それまで"Pollak（ポーランド人）"とか"Litwak（リトアニア人）"、「ロシアのユダヤ人」「東欧のユダヤ人」「ガリチア人」などと呼ばれていた、非ドイツ語圏に居住しイディッシュ語を話す数多くのアシュケナジムに初めて「東方ユダヤ人 Ostjuden」という名称を与えた。
彼はユダヤ人を民族として捉え、「東方ユダヤ人」が非ドイツ語圏においてのイディッシュ語の保持、敬虔な信仰・思想と生活、伝統的価値観を保持していると考え、「民族的」再生運動の中心となるべき人々であると考えた。イスラエルの地においてユダヤ教文化のルネサンスを興そうとするといわれる「文化シオニズム」（マルティン・ブーバーなどが代表的）と「政治シオニズム」を結合させようとした。
1885年から新聞「自己解放 Selbstemanzipation」（※「自力解放 Autoemanzipation」は82年のピンスケルの雑誌）を発行。1890年に、「シオニスト」という用語を打ち立てる。その後はあまり用いられなかったが、1896年のテーオドール・ヘルツルの著作「ユダヤ人国家」(Judenstaat)において再び使用された。
また西方ユダヤ人をイディッシュ文化に近づけようと努力したとも言われる。ヘルツルやカディマから別れ、1898年からは「ディアスポラ民族主義（ガルート主義）」と「イディッシズム」（西方の同化ユダヤ人の間にイディッシュ文化を普及させる）を説くようになっていたといわれ、イディッシュ語への翻訳活動も行った。マックス・ブロートらも協力した。1904年朗読会「イディッシュ語の夕べ」を開催。
1908年8月30日から9月4日まで、チェルノヴィッツでイディッシュ語世界会議を開催し、作家・歴史家・社会学者・ジャーナリスト・シオニズム活動家・労働者・商人までありとあらゆるユダヤ教徒の言語に関心を持つ人々が集まり、東方ユダヤ人としての一体性を自覚したといわれる。
会議では、ユダヤ人の言語はヘブライ語かイディシュ語かに焦点が集中したといわれる（つまり、政治シオニズム的な立場の人々と思われる）。この会議ではイディッシュ語を民族語の一つとして定義することによって妥協的決着が図られた。
ただ、ここから西方ユダヤ人（フランスやドイツ語圏のアシュケナジム）と東方ユダヤ人の分裂は大きくなる（西方ユダヤ人は多くの場合、ユダヤ人とは宗教によって定義された集団、としている）。
またイディッシュ語の名称に関して "Jüdisch" という用語を提唱したが、ユーディシュとは民族学用語であり、また「民族語」（二重以上の面から否定される）であるかのような誤解を受けるという理由から普及しなかった。なお、ドイツ語のイディッシュ Jiddisch という言葉は英語 Yiddish から逆輸入されたもので、1886年が初文献である。
ユダヤ人「解放」とは「独自性の放棄」「支配民族への完全な融合・同化」でなければならないという思い込みが消えたとも言われる。一方でキリスト教徒との関係が悪化したという意見もある。
第一次世界大戦後は正統派ユダヤ教に傾斜するが、ナチスが政権を獲得すると、オランダに亡命した。スヘフェニンゲンで死去、遺族もナチスのホロコーストの犠牲となった。

## 著作
- Ausgewählte Schriften zur jüdischen Frage, 2 Bände, 1910.
- Den Ostjuden Ihr Recht!; (Löwith) Vienna, 1915,
- Gottes Volk; (Löwith) Vienna, 1918
- Um die Ewigkeit. Jüdische Essays; (Welt) Berlin, 1920
- Im Dienste der Verheissung, Frankfurt 1927
- Der Aufstieg; Berlin and Vienna, Jan. 1930 - Dec. 1932